# Citroën C4 (2010)
Pour les articles homonymes, voir Citroën C4.
La Citroën C4 II est une berline compacte du constructeur automobile français Citroën sortie en septembre 2010, qui remplace le modèle de même nom sorti en 2004.
Elle est commercialisée en version 5 portes en Europe jusqu'en 2018. Une version allongée à 4 portes (appelée C4L, C4 Lounge ou C4 Sedan selon les pays) est également fabriquée de 2012 à 2022.

## Présentation

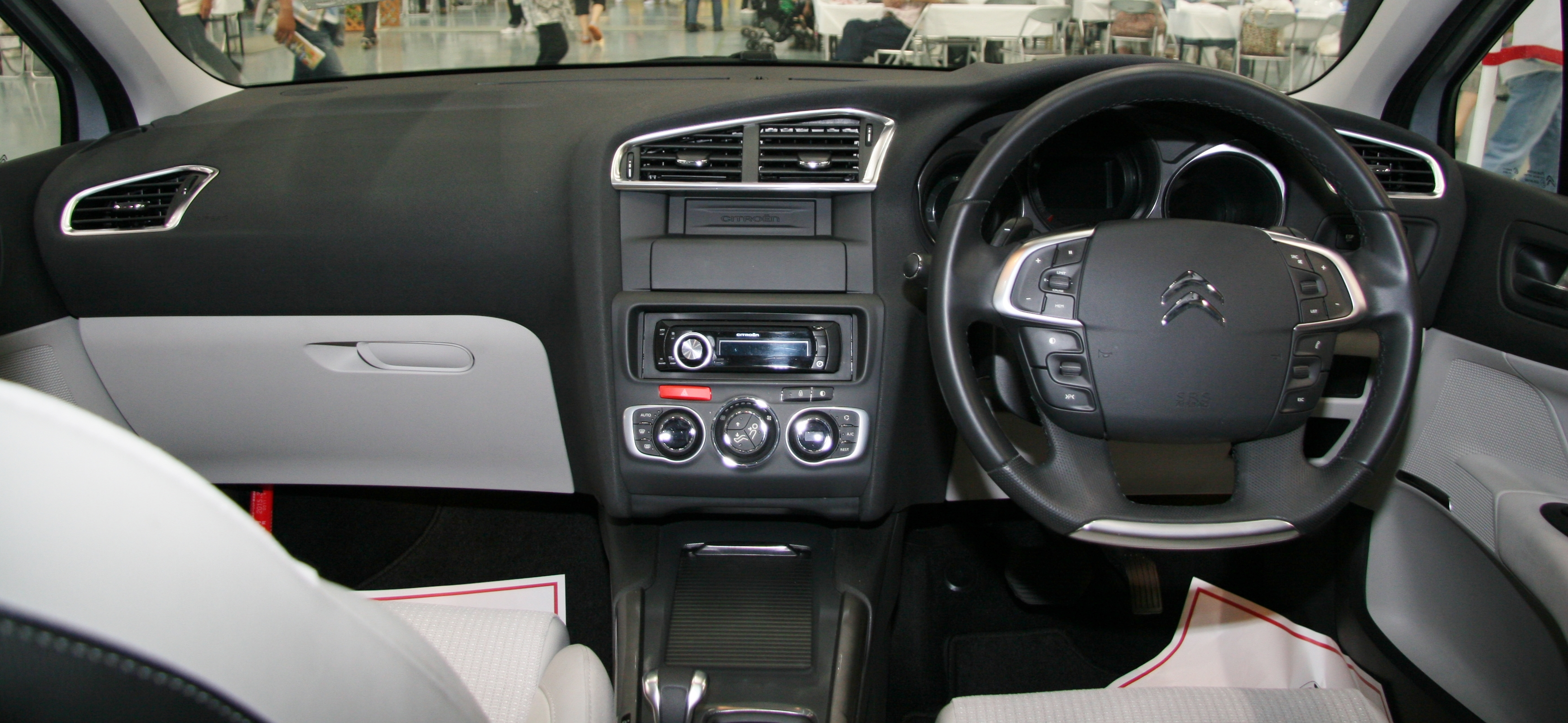
C4 II phase 1 (pour les marchés britanniques)

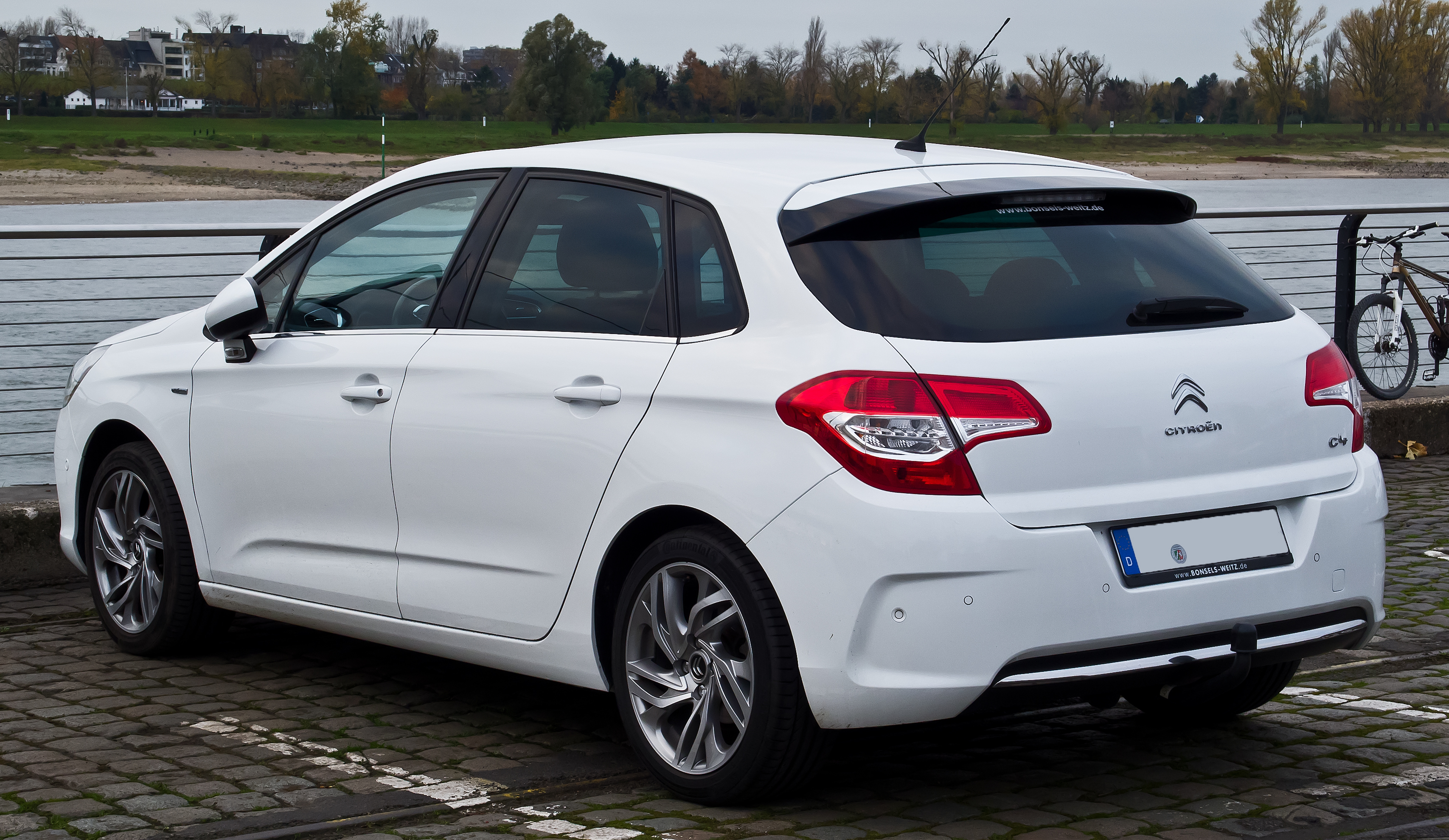
C4 II phase 1 (3/4 arrière)

La Citroën C4 de deuxième génération est présentée au salon de l'automobile de Paris en 2010. Elle est lancée en septembre 2010 pour remplacer la première génération de C4.
La version coupé de la C4 I est remplacée par la Citroën DS4 (B75), compacte 5 portes reprenant la base et de nombreux éléments de la C4 II tout en bénéficiant d'un style plus expressif.
La C4 II partage également sa base technique avec la DS5, berline 5 portes dont les styles intérieur et extérieur sont différents de la C4.
La C4 existe également en deux versions tricorps quatre portes (C4 en Chine et C4L/Lounge/Sedan en Chine, Russie et Amérique du Sud). 

### Phase 2

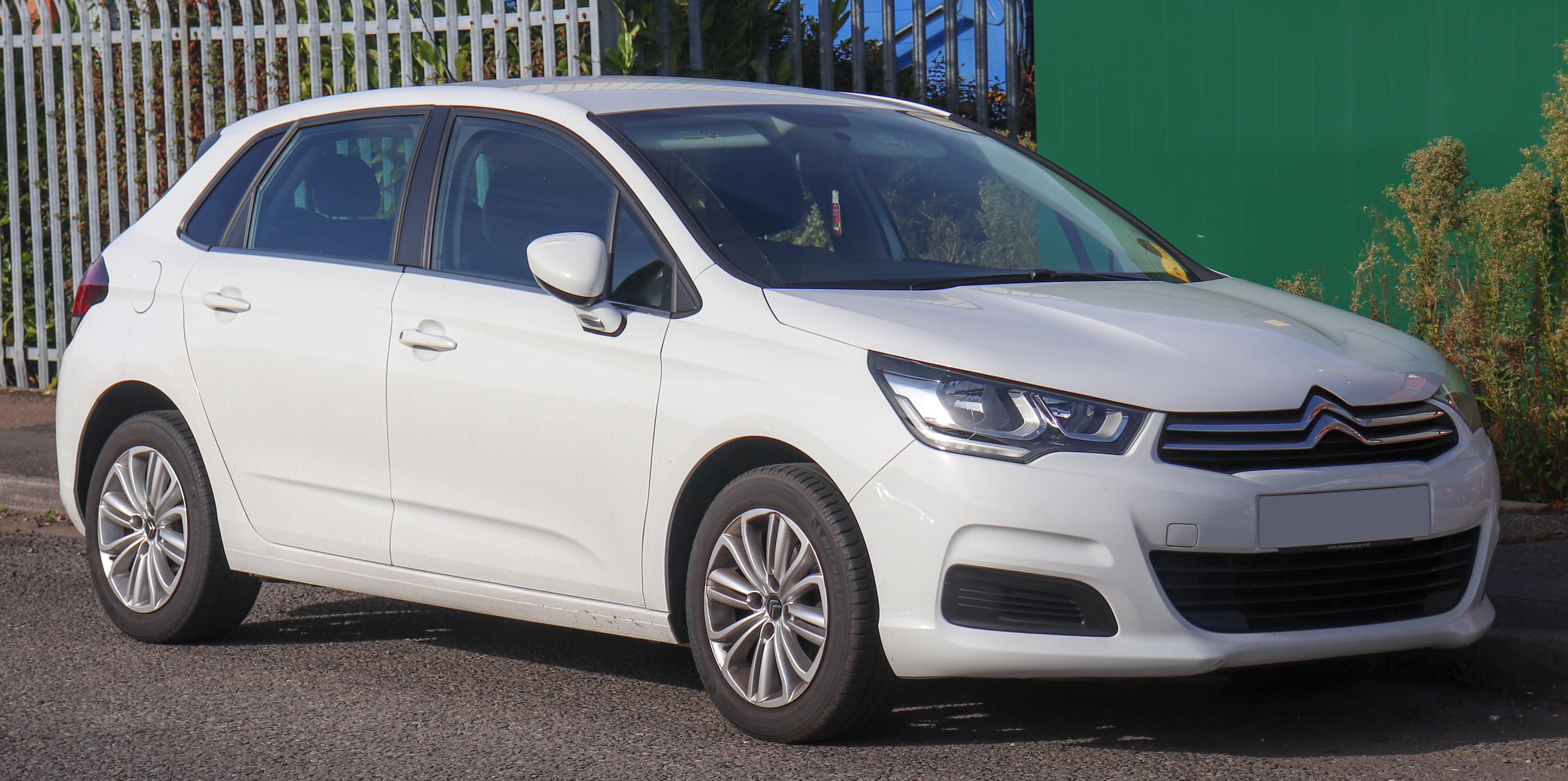
C4 II phase 2 (3/4 avant)

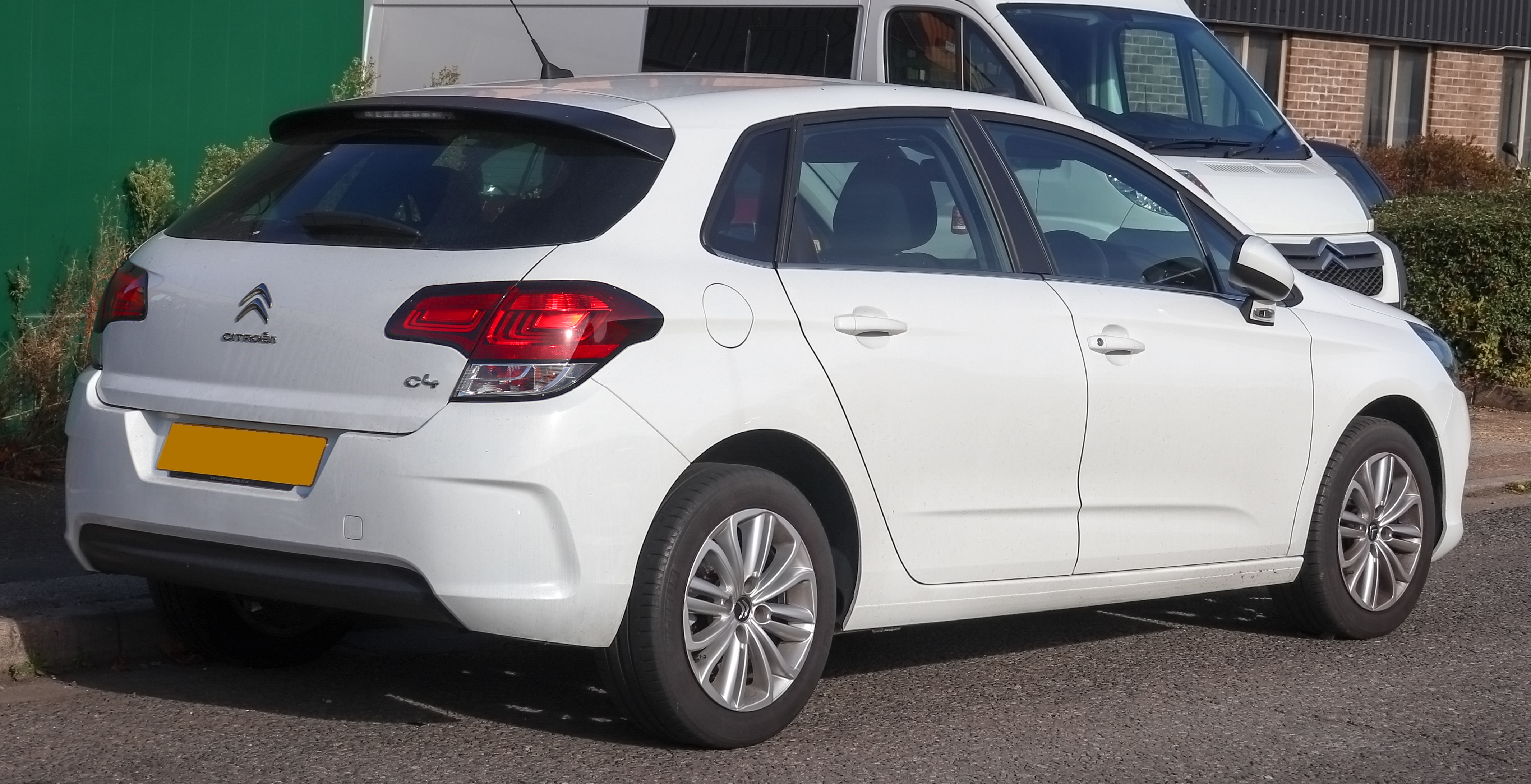
Citroën C4 II phase 2

En 2015, la C4 est restylée. On note des feux de jour à LED sur toutes les finitions. Toutes les motorisations sont maintenant aux normes Euro 6. Les feux arrière sont assombris et ils ont un effet « 3D » comme sur la DS3 de DS. L'intérieur est également mis à jour (écran tactile) et de nouveaux noms de finitions sont adoptés.
En février 2018, Citroën arrête la production de la C4. La C4 Cactus assure le relais en attendant la nouvelle C4, qui arrivera quasiment 3 ans plus tard.
Selon la communication officielle de Citroën, sa remplaçante est la Citroën C4 Cactus phase 2, malgré ses dimensions très inférieures (4,17 mètres X 1,73 mètre au lieu de 4,33 mètres X 1,78 mètre) et sa plate-forme PF1 du segment B, héritée de la C3 notamment.

## Motorisations
| Moteur              | Cylindrée | Puissance          | Couple maxi | Vitesse maxi | 0 à 100 km/h | Consommation mixte | Émissions de CO2 | Disponibilité | Norme euro |
| ------------------- | --------- | ------------------ | ----------- | ------------ | ------------ | ------------------ | ---------------- | ------------- | ---------- |
| Essence             |           |                    |             |              |              |                    |                  |               |            |
| 1.4 VTi PSA BMW     | 1 397 cm3 | 95 ch (70 kW)      | 135 N m     | 182 km/h     | 12,7 s       | 6,1 l/100 km       | 140 g/km         | 2011 – 2015   | Euro 5     |
| 1.2 PureTech PSA    | 1 199 cm3 | 110 ch (81 kW)     | 205 N m     | 184 km/h     | 10.9 s       | 4.8 l/100 km       | 112 g/km         | 2015 –        | Euro 6     |
| 1.6 VTi PSA BMW     | 1 598 cm3 | 120 ch (88 kW)     | 180 N m     | 193 km/h     | 10,8 s       | 6,2 l/100 km       | 143 g/km         | 2010 – 2014   | Euro 5     |
| 1.2 PureTech PSA    | 1 199 cm3 | 130 ch (96 kW)     | 230 N m     | 199 km/h     | 10,8 s       | 4,8 l/100 km       | 110 g/km         | 2014 –        | Euro 6     |
| 1.6 THP PSA         | 1 598 cm3 | 155 ch (103 kW)    | 240 N m     | 214 km/h     | 8,7 s        | 6,4 l/100 km       | 145 g/km         | 2010 – 2014   | Euro 5     |
| Diesel              |           |                    |             |              |              |                    |                  |               |            |
| 1.6 HDi PSA FAP     | 1 560 cm3 | 92 ch (66 kW)      | 230 N m     | 180 km/h     | 12,9 s       | 4,2 l/100 km       | 106 g/km         | 2010 – 2014   | Euro 5     |
| 1.6 BlueHDi PSA FAP | 1 560 cm3 | 100 ch (75 kW)     | 254 N m     | 180 km/h     | 11,3 s       | 3,3 l/100 km       | 86 g/km          | 2015 –        | Euro 6     |
| 1.6 HDi PSA FAP     | 1 560 cm3 | 112/115 ch (84 kW) | 270 N m     | 190 km/h     | 11,3 s       | 4,2 l/100 km       | 97 g/km          | 2010 – 2014   | Euro 5     |
| 1.6 BlueHDi PSA FAP | 1 560 cm3 | 120 ch (90 kW)     | 300 N m     | 197 km/h     | 10,6 s       | 3,8 l/100 km       | 98 g/km          | 2015 –        | Euro 6     |
| 2.0 HDi PSA FAP     | 1 997 cm3 | 150 ch (113 kW)    | 340 N m     | 207 km/h     | 8,6 s        | 4,9 l/100 km       | 127 g/km         | 2010 – 2014   | Euro 5     |
| 2.0 BlueHDi PSA FAP | 1 997 cm3 | 150 ch (113 kW)    | 370 N m     | 207 km/h     | 8,8 s        | 3,8 l/100 km       | 98 g/km          | 2015 –        | Euro 6     |

### Évolutions de la gamme

#### 2010

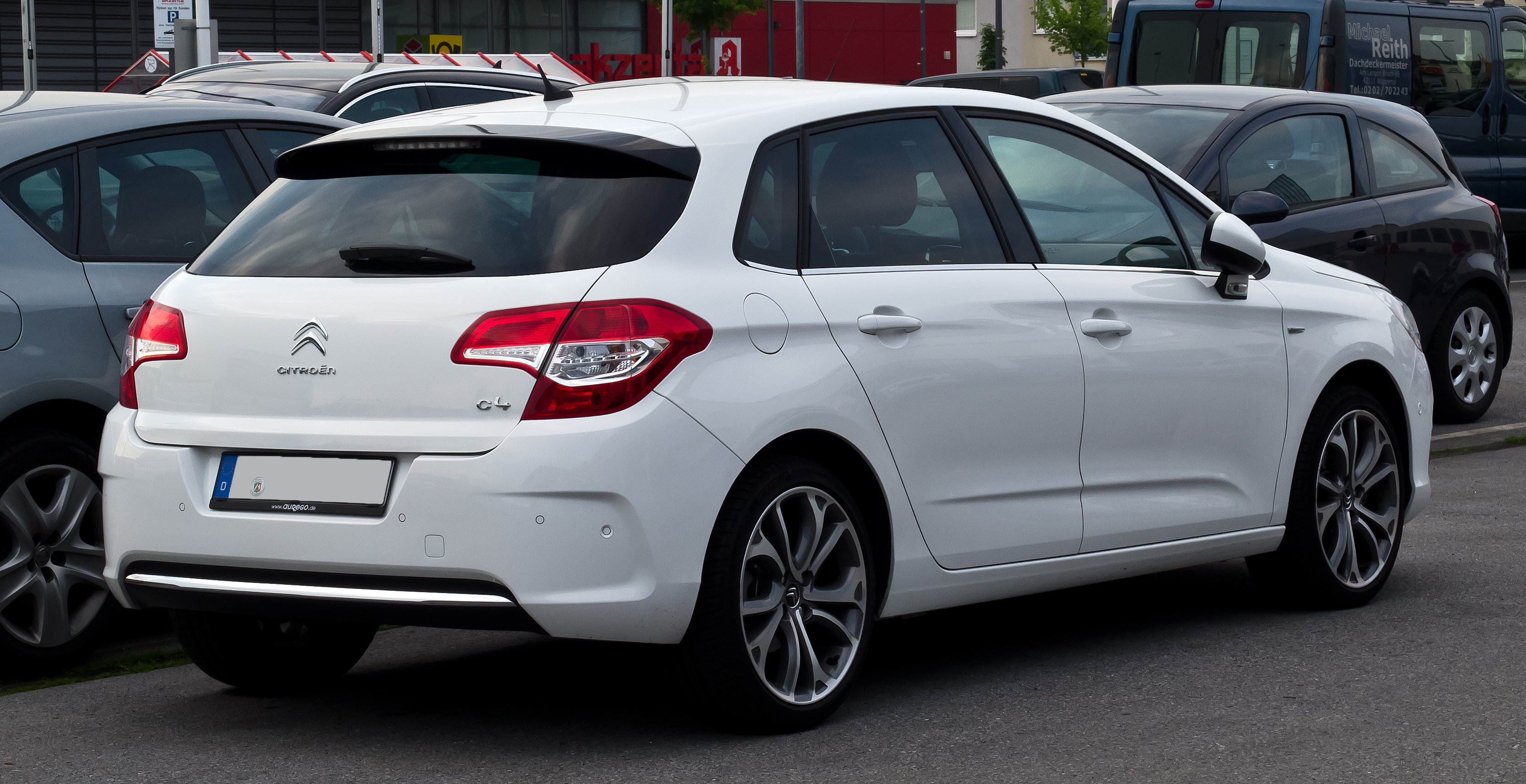
Citroën C4 II Phase 1

Lancement de la C4.

##### Essence
- Le 1.4 VTi 95 est disponible.
- Le 1.6 VTi 120 qui équipait la Citroen C4 I est disponible.
- Le 1.6 THP 155 est disponible.

##### Diesel
- Le 1.6 HDi/e-HDi 92 est disponible.
- Le 1.6 HDi/e-HDi 112 est disponible.
- Le 2.0 HDi 150 est disponible.

#### 2012

##### Essence
- Maintien de toutes les motorisations.

##### Diesel
- Maintien du 1.6 HDi/e-HDi 92.
- Le 1.6 HDi/e-HDi 112 est remplacé par le 1.6 e-HDi 115.
- Maintien du 2.0 HDi 150.

#### 2014

##### Essence
- Maintien du 1.4 VTi 95.
- Le 1.6 VTi 120 est remplacé par le 1.2 PureTech 130.
- Le 1.6 THP 155 est supprimé du catalogue.

##### Diesel
- Maintien de toutes les motorisations.

#### 2015

##### Essence
- Le 1.4 VTi 95 est supprimé du catalogue.
- Lancement du 1.2 PureTech 110.
- Maintien du 1.2 PureTech 130.

##### Diesel
- Le 1.6 HDi/e-HDi 92 est remplacé par le 1.6 BlueHDi 100.
- Le 1.6 e-HDi 115 est remplacé par le 1.6 BlueHDi 120.
- Le 2.0 HDi 150 est remplacé par le 2.0 BlueHDi 150.

#### 2016

##### Essence
- Maintien du 1.2 PureTech 110/130.

##### Diesel
- Maintien du 1.6 BlueHDi 100/120.
- Le 2.0 BlueHDi 150 est supprimé du catalogue.

#### 2017

##### Essence
- Maintien du 1.2 PureTech 110/130.

##### Diesel
- Maintien du 1.6 BlueHDi 100/120.

#### 2018
Arrêt de la production de la C4 de seconde génération. La troisième génération est reportée de quelques années, Citroën privilégiant sa gamme de SUV et son développement en Chine.

## Finitions
- Attraction (Live en 2015) :

ABS avec REF, AFU et ESP - Airbag frontaux, latéraux avant et rideaux - Allumage automatique des feux de détresse - Banquette arrière ⅔ - ⅓ - Climatisation manuelle + boîte à gants ventilée - Condamnation centralisée avec Plip - Contrôle de Traction Intelligent (sauf sur versions BVA) - Direction à assistance variable - Garnissage Tissu Ponty - Jantes tôle 15 " avec enjoliveurs Tampa - Lève-vitres avant électriques - Régulateur/limiteur de vitesse - Rétroviseurs extérieurs dégivrants et réglables électriquement - Siège conducteur réglable en hauteur - Volant réglable en hauteur et profondeur.
- Confort (Feel en 2015) :

Finitions de l'Attraction + Accoudoir central avant - Allumage automatique des feux de croisement - Climatisation automatique bizone - Connecting Box (prise Jack, prise USB et kit mains libres Bluetooth) - Essuie-vitre avant automatique - Frein de stationnement électrique automatique (uniquement sur e-HDi ETG6) - Garnissage Tissu Hermitage - Jantes tôle 16 " avec enjoliveurs Atlanta - Jonc chromé sur les lécheurs de vitres latérales - Lève-vitres arrière électriques - Projecteurs antibrouillard avec éclairage statique d'intersection - Régulateur/limiteur de vitesse programmable - Rétroviseur intérieur électrochrome - Sièges avant réglables en hauteur - Siège conducteur avec réglages lombaires - Système audio CD RDS MP3 6HP - Volant croûte de cuir. 
- Exclusive (Shine en 2015) :

Finitions de la Confort + Accoudoir central arrière avec trappe à skis - Aide au stationnement avant et arrière  avec mesure de place disponible - Bouclier avant/arrière avec inserts chromés - Citroën eTouch - Frein de stationnement électrique automatique - Garnissage Tissu Saint-Cyr/Cuir - Jantes alliage 16 " Darwin - Lampe nomade et prise 12 V dans le coffre - Prise 230 V - Rétroviseurs extérieurs rabattables électriquement avec éclaireurs latéraux sous rétroviseurs - Sièges avant massant avec réglages lombaires électrique - Surtapis avant et arrière - Systèmes de surveillance d'angle mort - Vitres avec lunette arrière surteintées - Volant cuir pleine fleur.
- Exclusive + :

Finitions de l'Exclusive + Détection de sous-gonflage avec affichage - Jantes alliage 17 " Phœnix - Projecteurs directionnels xénon bi-fonction avec lave-projecteurs - Roue de secours galette - Système de navigation eMyWay - Toit vitré panoramique avec velum électrique.
- Business
- Collection
- Millenium

## Version tricorps

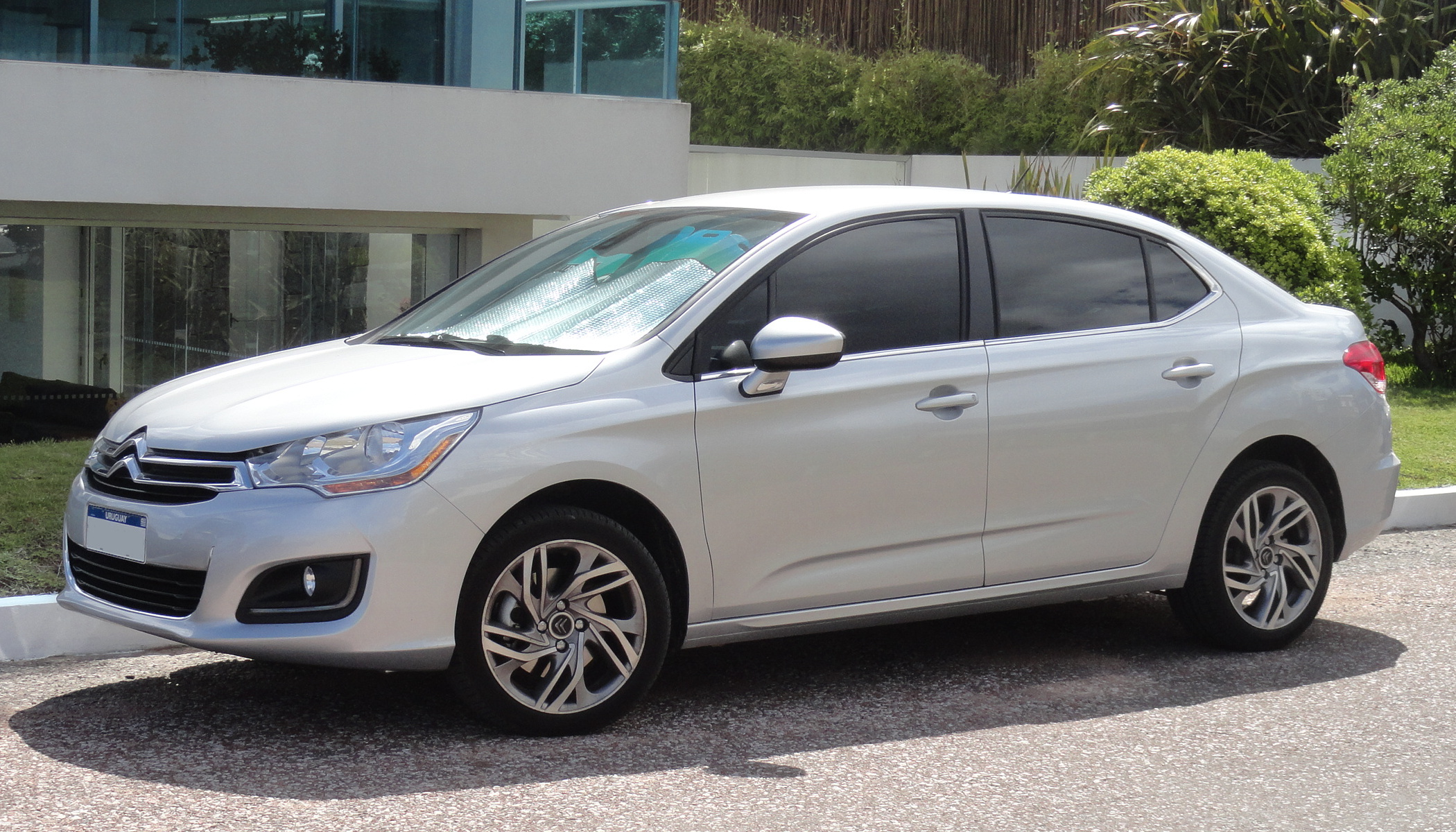
Citroën C4 Lounge phase 1 en Uruguay

La C4L (Chine), C4 Lounge (Amérique latine) ou C4 Sedan (Russie) est une version tricorps de la C4 de deuxième génération. Son nom de projet en interne est B73. Outre sa malle de 440 litres, elle profite d'un empattement allongé de 10 cm (2,71 m) pour une longueur totale de 4,62 m. Elle repose sur la plate-forme de la Peugeot 408 et est réservée à la Chine, à la Russie, à la Biélorussie, et à certains pays d'Amérique du Sud avec quelques légères différences stylistiques. 
Sa face avant reprend les caractéristiques propres à la C4 avec la large calandre chromée, les blocs optiques ou encore la lunette arrière qui reprend le design des C5 et C6. Sous le capot, Citroën propose le moteur THP dans ses déclinaisons 150 et 170 ch pouvant être couplé à une boîte automatique à 6 vitesses et un nouveau VTi 135 ch.
Elle a été annoncée lors du Salon de l'automobile de Shanghai de 2012 et porte le nom de C4 L en Chine, puis lancée sous le nom de C4 Sedan en Russie en 2013.
Au Salon de l'automobile de São Paulo 2014, Citroën présente un show car sur la base de la C4 Lounge, appelé C4 Lounge Sport White.
Elle est restylée en 2016 pour la Chine et la Russie, avec l’extension de la double barre chromée, intégrant toujours les chevrons, vers les blocs optiques. L’évolution est plus légère à l’arrière. Cette évolution du style est en lien avec la présentation de la Citroën C6. 
La version restylée de la C4 Lounge arrive en 2017 sur les marchés sud-américains. Le restylage a gommé les différences stylistiques entre les variantes régionales du modèle.
En Chine, la C4L reçoit un nouvel intérieur en 2019.En 2020, Citroën met un terme à la production de la C4L (version chinoise). À la fin de la même année, la C4 Lounge (version sud-américaine) quitte le catalogue au Brésil, mais reste commercialisée quelques mois supplémentaires sur son marché de fabrication, l'Argentine, ainsi qu'en Uruguay ,,. Enfin, en Russie, la C4 Sedan reste fabriquée jusqu'à l'invasion de l'Ukraine par la Russie.

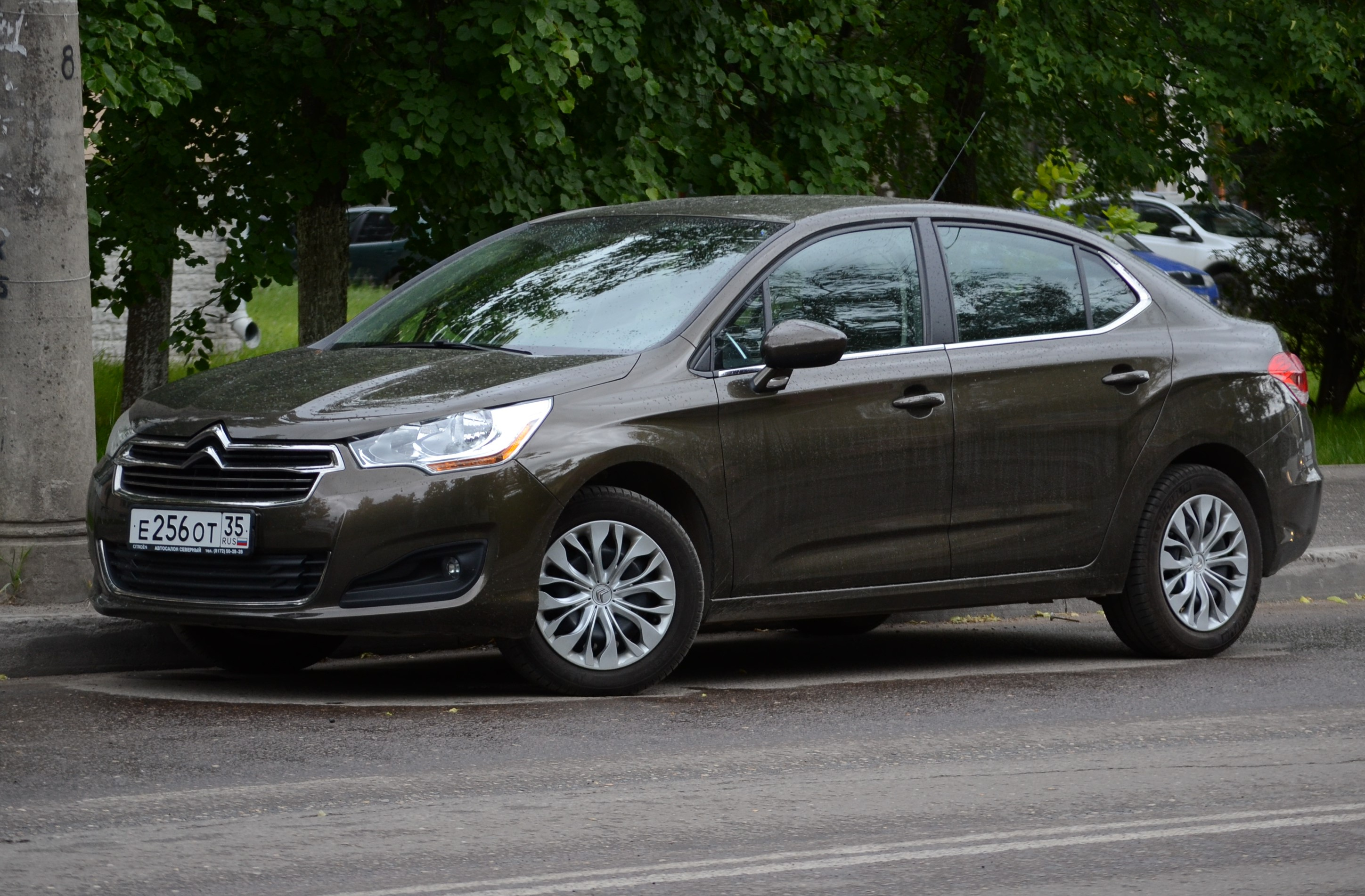
Citroën C4 Sedan phase 1 en Russie.

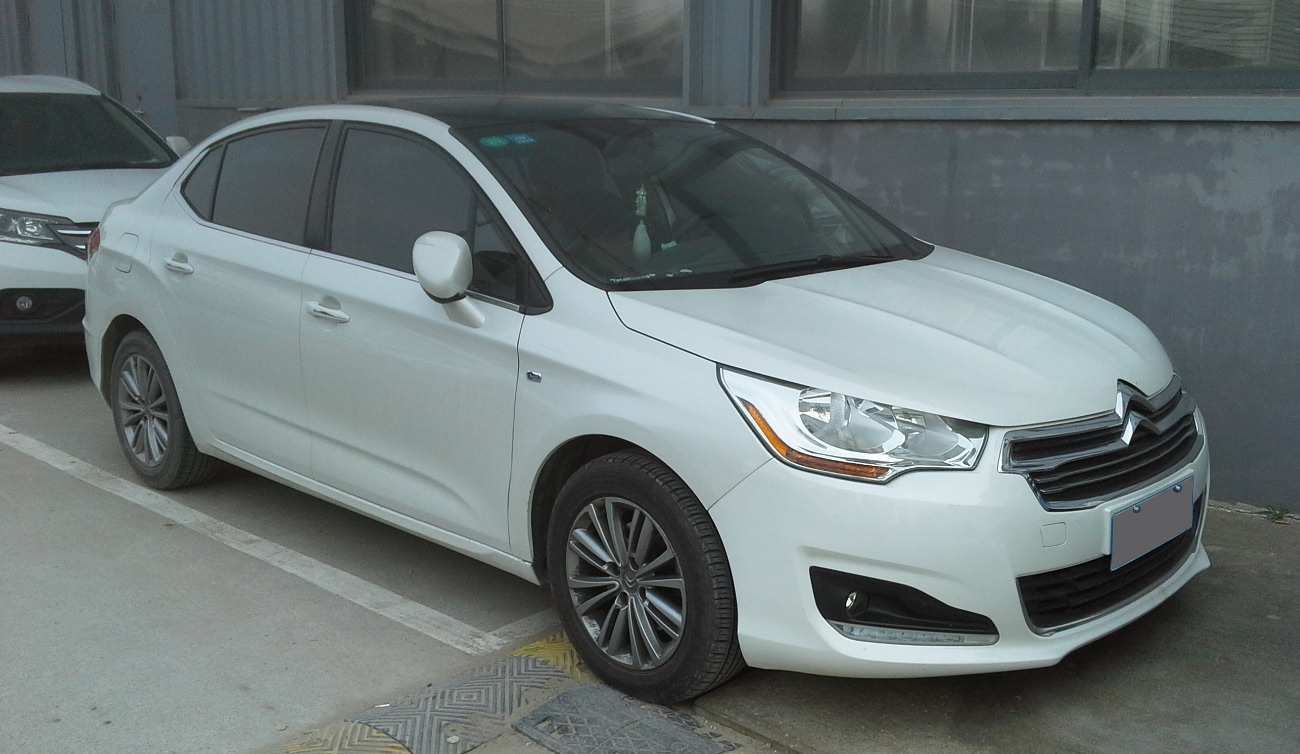
Citroën C4L phase 1 en Chine.

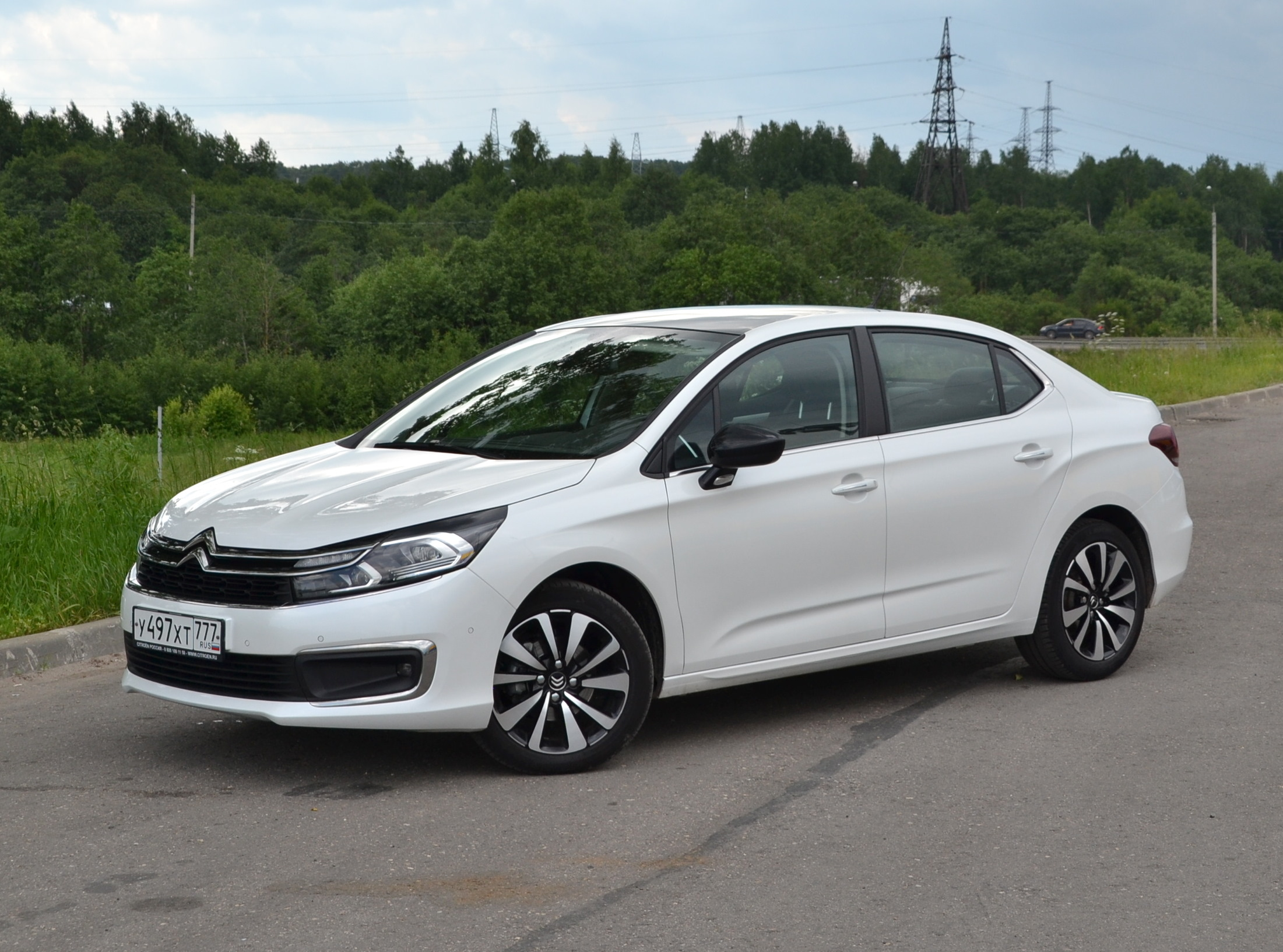
Citroën C4 Sedan phase 2 en Russie